# Sport-Club Freiburg 1995-1996
Questa voce raccoglie le informazioni riguardanti lo Sport-Club Freiburg nelle competizioni ufficiali della stagione 1995-1996.

## Stagione
Nella stagione 1995-1996 il Friburgo, allenato da Volker Finke, concluse il campionato di Bundesliga all'11º posto. In Coppa di Germania il Friburgo fu eliminato agli ottavi di finale dal Borussia Dortmund. In Coppa UEFA il Friburgo fu eliminato al primo turno dallo Slavia Praga.

## Rosa
| N. |                     | Ruolo | Calciatore             |
| -- | ------------------- | ----- | ---------------------- |
| 1  | Germania (bandiera) | P     | Jörg Schmadtke         |
| 2  | Germania (bandiera) | D     | Martin Spanring        |
| 3  | Germania (bandiera) | D     | Thomas Vogel           |
| 4  | Germania (bandiera) | C     | Andreas Zeyer          |
| 6  | Germania (bandiera) | D     | Steffen Korell         |
| 7  | Croazia (bandiera)  | A     | Nikola Jurčević        |
| 8  | Germania (bandiera) | C     | Thomas Rath            |
| 9  | Germania (bandiera) | C     | Jens Todt              |
| 10 | Germania (bandiera) | C     | Maximilian Heidenreich |
| 11 | Germania (bandiera) | A     | Uwe Spies              |
| 12 | Germania (bandiera) | C     | Ralf Kohl              |
| 13 | Germania (bandiera) | D     | Stefan Müller          |

| N. |                        | Ruolo | Calciatore        |
| -- | ---------------------- | ----- | ----------------- |
| 15 | Germania (bandiera)    | C     | Oliver Freund     |
| 16 | Grecia (bandiera)      | A     | Paschalis Seretis |
| 17 | Germania (bandiera)    | C     | Florian Blank     |
| 18 | Germania (bandiera)    | D     | Karsten Neitzel   |
| 19 | Germania (bandiera)    | C     | Andreas Bornemann |
| 20 | Croazia (bandiera)     | D     | Damir Burić       |
| 21 | Germania (bandiera)    | D     | Axel Sundermann   |
| 22 | Germania (bandiera)    | A     | Uwe Wassmer       |
| 23 | Germania (bandiera)    | P     | Dietmar Hummel    |
| 24 | Germania (bandiera)    | P     | Stefan Beneking   |
| 25 | Svizzera (bandiera)    | C     | Alain Sutter      |
| 27 | Paesi Bassi (bandiera) | A     | Harry Decheiver   |

## Organigramma societario
Area tecnica
- Allenatore: Volker Finke
- Allenatore in seconda: Achim Sarstedt
- Preparatore dei portieri:
- Preparatori atletici:

## Calciomercato

### Sessione estiva
| Acquisti | Acquisti        | Acquisti        | Acquisti |
| R.       | Nome            | da              | Modalità |
| -------- | --------------- | --------------- | -------- |
| A        | Harry Decheiver | Go Ahead Eagles |          |
| A        | Nikola Jurčević | Salisburgo      |          |
| C        | Alain Sutter    | Bayern Monaco   |          |
| D        | Steffen Korell  | Homburg         |          |
| C        | Thomas Rath     | Dinamo Dresda   |          |

| Cessioni | Cessioni           | Cessioni     | Cessioni |
| R.       | Nome               | a            | Modalità |
| -------- | ------------------ | ------------ | -------- |
| A        | Aleksandr Borodjuk | Hannover 96  |          |
| C        | Jorge Alberich     | Homburg      |          |
| C        | Rodolfo Cardoso    | Werder Brema |          |

### Sessione invernale
| Acquisti | Acquisti | Acquisti | Acquisti |
| R.       | Nome     | da       | Modalità |
| -------- | -------- | -------- | -------- |

| Cessioni | Cessioni      | Cessioni          | Cessioni |
| R.       | Nome          | a                 | Modalità |
| -------- | ------------- | ----------------- | -------- |
| D        | Jörg Heinrich | Borussia Dortmund |          |
| A        | Altin Rraklli | Hertha Berlino    |          |

## Risultati

### Bundesliga

#### Girone di andata
| Arbitro: | Kasper |

|              |           |  |
| Pflipsen 74’ | Marcatori |  |

| Arbitro: | Weber |

|  |           |                            |
|  | Marcatori | 58’ Sobotzik 89’ Scharping |

| Arbitro: | Dardenne |

|                            |           |                |
| Élber 12’, 74’ Balăkov 21’ | Marcatori | 29’ Sundermann |

| Arbitro: | Aust |

|                   |           |  |
| Todt 9’ Spies 89’ | Marcatori |  |

| Arbitro: | Malbranc |

|                    |           |  |
| Klinsmann 10’, 89’ | Marcatori |  |

| Arbitro: | Steinborn |

|  |           |            |
|  | Marcatori | 56’ Basler |

| Arbitro: | Fleske |

|                    |           |             |
| Polster 75’ (rig.) | Marcatori | 40’ Wassmer |

| Arbitro: | Buchhart |

|           |           |                      |
| Spies 68’ | Marcatori | 51’ Mulder 75’ Látal |

| Düsseldorf 14 ottobre 1995, ore 15:30 CET 9ª giornata | Fortuna Düsseldorf | 0 – 0 referto | Friburgo | Rheinstadion (16 500 spett.)\| Arbitro: \| Kemmling \| |
| Arbitro:                                              | Kemmling           |               |          |                                                        |

| Arbitro: | Berg |

|  |           |                           |
|  | Marcatori | 8’, 44’ Albertz 85’ Spörl |

| Arbitro: | Dardenne |

|            |           |           |
| Dundee 40’ | Marcatori | 62’ Zeyer |

| Arbitro: | Albrecht |

|            |           |            |
| Sutter 75’ | Marcatori | 14’ Jankov |

| Arbitro: | Pohlmann |

|                                 |           |  |
| Nowak 45’ Stević 68’ Bodden 85’ | Marcatori |  |

| Arbitro: | Kasper |

|                            |           |             |
| Jurčević 34’ Decheiver 59’ | Marcatori | 9’ Beinlich |

| Arbitro: | Habermann |

|          |           |                         |
| Kuka 73’ | Marcatori | 51’ Spanring 86’ Korell |

| Arbitro: | Scheuerer |

|  |           |              |
|  | Marcatori | 8’ Decheiver |

| Arbitro: | Strampe |

|  |           |            |
|  | Marcatori | 48’ Ricken |

#### Girone di ritorno
| Friburgo in Brisgovia 9 febbraio 1996, ore 19:30 CET 18ª giornata | Friburgo | 0 – 0 referto | Borussia M'gladbach | Dreisamstadion (22 500 spett.)\| Arbitro: \| Fröhlich \| |
| Arbitro:                                                          | Fröhlich |               |                     |                                                          |

| Arbitro: | Aust |

|              |           |             |
| Sobotzik 30’ | Marcatori | 60’ Wassmer |

| Arbitro: | Berg |

|                        |           |              |
| Todt 25’ Decheiver 74’ | Marcatori | 75’ Poschner |

| Arbitro: | Buchhart |

|  |           |          |
|  | Marcatori | 79’ Rath |

| Arbitro: | Dardenne |

|                             |           |                      |
| Decheiver 43’, 51’ Todt 88’ | Marcatori | 15’ (rig.) Klinsmann |

| Arbitro: | Werthmann |

|  |           |                    |
|  | Marcatori | 53’, 90’ Decheiver |

| Arbitro: | Malbranc |

|                                  |           |  |
| Decheiver 68’ (rig.) Wassmer 81’ | Marcatori |  |

| Arbitro: | Wagner |

|                                            |           |  |
| Anderbrügge 17’ (rig.) Dooley 47’ Thon 60’ | Marcatori |  |

| Arbitro: | Strampe |

|               |           |           |
| Decheiver 45’ | Marcatori | 87’ Cyroń |

| Amburgo 10 aprile 1996, ore 20:00 CEST 27ª giornata | Amburgo | 0 – 0 referto | Friburgo | Volksparkstadion (16 000 spett.)\| Arbitro: \| Jansen \| |
| Arbitro:                                            | Jansen  |               |          |                                                          |

| Arbitro: | Scheuerer |

|  |           |                                 |
|  | Marcatori | 9’ Häßler 24’ Reich 78’ Schroth |

| Arbitro: | Krug |

|                                  |           |          |
| Meijer 4’ Steffen 77’ Laeßig 84’ | Marcatori | 79’ Todt |

| Arbitro: | Merk |

|               |           |  |
| Decheiver 46’ | Marcatori |  |

| Arbitro: | Casper |

|               |           |  |
| Schneider 48’ | Marcatori |  |

| Friburgo in Brisgovia 3 maggio 1996, ore 20:00 CEST 32ª giornata | Friburgo  | 0 – 0 referto | Kaiserslautern | Dreisamstadion (22 500 spett.)\| Arbitro: \| Habermann \| |
| Arbitro:                                                         | Habermann |               |                |                                                           |

| Arbitro: | Krug |

|                        |           |            |
| Jurčević 32’ Zeyer 40’ | Marcatori | 76’ Sérgio |

| Arbitro: | Albrecht |

|                                   |           |                           |
| Tretschok 55’ Zorc 79’ Riedle 85’ | Marcatori | 84’ Decheiver 87’ Seretis |

### Coppa di Germania
| Arbitro: | Koop |

|           |           |                                                                           |
| Losse 90’ | Marcatori | 12’ Zeyer 37’ Rath 47’ (rig.) Sundermann 55’ Burić 64’ Korell 88’ Wassmer |

| Arbitro: | Albrecht |

|           |           |  |
| Zeyer 74’ | Marcatori |  |

| Arbitro: | Strampe |

|  |           |               |
|  | Marcatori | 109’ Herrlich |

### Coppa UEFA
| Arbitro: | Fisker |

|          |           |                         |
| Todt 78’ | Marcatori | 22’ Novotný 75’ Pěnička |

| Praga 26 settembre 1995, ore CET Primo turno | Slavia Praga | 0 – 0 referto | Friburgo | Stadion Eden (9 300 spett.)\| Arbitro: \| Valdivieso \| |
| Arbitro:                                     | Valdivieso   |               |          |                                                         |

## Statistiche

### Statistiche di squadra
| Competizione      | Punti | In casa | In casa | In casa | In casa | In casa | In casa | In trasferta | In trasferta | In trasferta | In trasferta | In trasferta | In trasferta | Totale | Totale | Totale | Totale | Totale | Totale | DR  |
| Competizione      | Punti | G       | V       | N       | P       | Gf      | Gs      | G            | V            | N            | P            | Gf           | Gs           | G      | V      | N      | P      | Gf     | Gs     | DR  |
| ----------------- | ----- | ------- | ------- | ------- | ------- | ------- | ------- | ------------ | ------------ | ------------ | ------------ | ------------ | ------------ | ------ | ------ | ------ | ------ | ------ | ------ | --- |
| Bundesliga        | 42    | 17      | 7       | 4       | 6       | 17      | 18      | 17           | 4            | 5            | 8            | 13           | 23           | 34     | 11     | 9      | 14     | 30     | 41     | -11 |
| Coppa di Germania | -     | 2       | 1       | 0       | 1       | 1       | 1       | 1            | 1            | 0            | 0            | 6            | 1            | 3      | 2      | 0      | 1      | 7      | 2      | +5  |
| Coppa UEFA        | -     | 1       | 0       | 0       | 1       | 1       | 2       | 1            | 0            | 1            | 0            | 0            | 0            | 2      | 0      | 1      | 1      | 1      | 2      | -1  |
| Totale            | 42    | 20      | 8       | 4       | 8       | 19      | 21      | 19           | 5            | 6            | 8            | 19           | 24           | 39     | 13     | 10     | 16     | 38     | 45     | -7  |

### Andamento in campionato
| Giornata  | 1  | 2  | 3  | 4  | 5  | 6  | 7  | 8  | 9  | 10 | 11 | 12 | 13 | 14 | 15 | 16 | 17 | 18 | 19 | 20 | 21 | 22 | 23 | 24 | 25 | 26 | 27 | 28 | 29 | 30 | 31 | 32 | 33 | 34 |
| --------- | -- | -- | -- | -- | -- | -- | -- | -- | -- | -- | -- | -- | -- | -- | -- | -- | -- | -- | -- | -- | -- | -- | -- | -- | -- | -- | -- | -- | -- | -- | -- | -- | -- | -- |
| Luogo     | T  | C  | T  | C  | T  | C  | T  | C  | T  | C  | T  | C  | T  | C  | T  | T  | C  | C  | T  | C  | T  | C  | T  | C  | T  | C  | T  | C  | T  | C  | T  | C  | C  | T  |
| Risultato | P  | P  | P  | V  | P  | P  | N  | P  | N  | P  | N  | N  | P  | V  | V  | V  | P  | N  | N  | V  | V  | V  | V  | V  | P  | N  | N  | P  | P  | V  | P  | N  | V  | P  |
| Posizione | 16 | 18 | 18 | 16 | 17 | 18 | 18 | 18 | 18 | 18 | 18 | 18 | 18 | 18 | 17 | 13 | 16 | 16 | 16 | 14 | 14 | 10 | 9  | 7  | 8  | 8  | 8  | 11 | 11 | 11 | 11 | 11 | 10 | 11 |

Legenda:

Luogo: C = Casa; T = Trasferta. Risultato: V = Vittoria; N = Pareggio; P = Sconfitta.

### Statistiche dei giocatori
| Giocatore      | Bundesliga | Bundesliga | Bundesliga  | Bundesliga | Coppa di Germania | Coppa di Germania | Coppa di Germania | Coppa di Germania | Coppa UEFA | Coppa UEFA | Coppa UEFA  | Coppa UEFA | Totale   | Totale | Totale      | Totale     |
| Giocatore      | Presenze   | Reti       | Ammonizioni | Espulsioni | Presenze          | Reti              | Ammonizioni       | Espulsioni        | Presenze   | Reti       | Ammonizioni | Espulsioni | Presenze | Reti   | Ammonizioni | Espulsioni |
| -------------- | ---------- | ---------- | ----------- | ---------- | ----------------- | ----------------- | ----------------- | ----------------- | ---------- | ---------- | ----------- | ---------- | -------- | ------ | ----------- | ---------- |
| S. Beneking    | 2          | 0          | 0           | 0          | 0                 | 0                 | 0                 | 0                 | 0          | 0          | 0           | 0          | 2        | 0      | 0           | 0          |
| F. Blank       | 0          | 0          | 0           | 0          | 0                 | 0                 | 0                 | 0                 | 0          | 0          | 0           | 0          | 0        | 0      | 0           | 0          |
| A. Bornemann   | 3          | 0          | 0           | 0          | 0                 | 0                 | 0                 | 0                 | 0          | 0          | 0           | 0          | 3        | 0      | 0           | 0          |
| A. Borodjuk    | 3          | 0          | 0           | 0          | 2                 | 0                 | 0                 | 0                 | 1          | 0          | 0           | 0          | 6        | 0      | 0           | 0          |
| D. Burić       | 15         | 0          | 2           | 0          | 2                 | 1                 | 0                 | 0                 | 1          | 0          | 0           | 0          | 18       | 1      | 2           | 0          |
| H. Decheiver   | 22         | 11         | 3           | 1          | 0                 | 0                 | 0                 | 0                 | 0          | 0          | 0           | 0          | 22       | 11     | 3           | 1          |
| O. Freund      | 27         | 0          | 6           | 0          | 2                 | 0                 | 0                 | 0                 | 1          | 0          | 0           | 0          | 30       | 0      | 6           | 0          |
| M. Heidenreich | 28         | 0          | 10          | 0          | 3                 | 0                 | 2                 | 0                 | 2          | 0          | 1           | 0          | 33       | 0      | 13          | 0          |
| J. Heinrich    | 8          | 0          | 2           | 0          | 2                 | 0                 | 1                 | 0                 | 1          | 0          | 0           | 0          | 11       | 0      | 3           | 0          |
| D. Hummel      | 0          | 0          | 0           | 0          | 0                 | 0                 | 0                 | 0                 | 0          | 0          | 0           | 0          | 0        | 0      | 0           | 0          |
| N. Jurčević    | 22         | 2          | 3           | 0          | 0                 | 0                 | 0                 | 0                 | 0          | 0          | 0           | 0          | 22       | 2      | 3           | 0          |
| R. Kohl        | 29         | 0          | 3           | 1          | 3                 | 0                 | 0                 | 0                 | 2          | 0          | 0           | 0          | 34       | 0      | 3           | 1          |
| S. Korell      | 15         | 1          | 0           | 0          | 2                 | 1                 | 0                 | 0                 | 0          | 0          | 0           | 0          | 17       | 2      | 0           | 0          |
| S. Müller      | 15         | 0          | 1           | 0          | 0                 | 0                 | 0                 | 0                 | 0          | 0          | 0           | 0          | 15       | 0      | 1           | 0          |
| K. Neitzel     | 11         | 0          | 0           | 0          | 1                 | 0                 | 0                 | 0                 | 0          | 0          | 0           | 0          | 12       | 0      | 0           | 0          |
| T. Rath        | 17         | 1          | 1           | 1          | 1                 | 1                 | 0                 | 0                 | 1          | 0          | 0           | 0          | 19       | 2      | 1           | 1          |
| A. Rraklli     | 11         | 0          | 1           | 0          | 2                 | 0                 | 0                 | 0                 | 2          | 0          | 0           | 0          | 15       | 0      | 1           | 0          |
| J. Schmadtke   | 34         | 0          | 2           | 0          | 3                 | 0                 | 0                 | 0                 | 2          | 0          | 0           | 0          | 39       | 0      | 2           | 0          |
| P. Seretis     | 8          | 1          | 2           | 0          | 0                 | 0                 | 0                 | 0                 | 1          | 0          | 0           | 0          | 9        | 1      | 2           | 0          |
| M. Spanring    | 32         | 1          | 8           | 0          | 2                 | 0                 | 1                 | 0                 | 2          | 0          | 1           | 0          | 36       | 1      | 10          | 0          |
| U. Spies       | 10         | 2          | 0           | 0          | 3                 | 0                 | 0                 | 0                 | 2          | 0          | 0           | 0          | 15       | 2      | 0           | 0          |
| A. Sundermann  | 27         | 1          | 8           | 0          | 3                 | 1                 | 1                 | 0                 | 2          | 0          | 1           | 0          | 32       | 2      | 10          | 0          |
| A. Sutter      | 25         | 1          | 0           | 0          | 0                 | 0                 | 0                 | 0                 | 0          | 0          | 0           | 0          | 25       | 1      | 0           | 0          |
| J. Todt        | 29         | 4          | 5           | 0          | 1                 | 0                 | 0                 | 0                 | 2          | 1          | 1           | 0          | 32       | 5      | 6           | 0          |
| T. Vogel       | 16         | 0          | 2           | 1          | 3                 | 0                 | 1                 | 0                 | 2          | 0          | 1           | 0          | 21       | 0      | 4           | 1          |
| U. Wassmer     | 18         | 3          | 0           | 0          | 3                 | 1                 | 1                 | 0                 | 1          | 0          | 0           | 0          | 22       | 4      | 1           | 0          |
| A. Zeyer       | 34         | 2          | 3           | 0          | 3                 | 2                 | 0                 | 0                 | 2          | 0          | 0           | 0          | 39       | 4      | 3           | 0          |